# Sonny Curtis
Sonny Curtis (ur. 9 maja 1937, Meadow (Teksas)) – amerykański piosenkarz muzyki pop i country.
Był przyjacielem Buddy’ego Holly’ego. Grał z nim w latach 1955-1956 w "The Three Tunes", który w styczniu 1957 zmienił nazwę na The Crickets. W 1956 zagrał na gitarze w Rock Around With Ollie Vee (którego był również autorem) i Blue Days, Black Nights należących obecnie do klasyki rock and rolla. Od 1958 Sonny Curtis był liderem, głównym wokalistą, gitarzystą i autorem piosenek The Crickets, zastępując na tym miejscu Holly’ego. Jego najbardziej znane utwory z tego okresu to wielokrotnie coverowane I Fought the Law (m.in Bobby Fuller Four, The Clash) oraz More Than I Can Say z 1960, znany również z wykonania Leo Sayera. Pisał również dla innych artystów, m.in. Walk Right Back, hit The Everly Brothers z 1961.